# Descent: FreeSpace
Descent: FreeSpace — The Great War — космический симулятор от Volition, Inc. и Interplay. В Европе игра была издана под названием Conflict: FreeSpace — The Great War.

## Сюжет
Действие происходит в 2335 году. В начале игры Галактический земной союз (ГЗС, англ. Galactic Terran Alliance, GTA) находится в состоянии войны с Парламентской васуданской империей (англ. Parliamentary Vasudan Empire) уже четырнадцать лет. Без предупреждения в конфликт вмешивается третья сторона, представителей которой назвали шиванами англ. Shivans. Шиваны враждебны обеим сторонам, и их огромный флот, ведомый неуязвимым флагманом, который земляне назвали «Люцифер», грозит поставить земную и васуданскую цивилизации на грань уничтожения. В результате, две враждующие расы вынуждены были спешно заключить перемирие и объединиться против новой, превосходящей их технологически и численно, угрозы. Однако, группа фанатичных васудан именующих себя «Молотом Света» пытается помешать союзу, считая шиван богами, явившимися чтобы покарать неверных.
Даже объединившись, земной и васуданский флоты не могли противостоять более мощным шиванским кораблям. «Люцифер» оборудован особым энергощитом который не может пробить ни одно оружие людей и васудан. Несмотря на некоторые успешные операции, силы обоих рас оказываются отброшены. Звёздные системы землян и васудан одна за другой истребляются шиванским флотом. В конце концов, шиваны добираются до Васуды Прайм, родного мира васудан, и уничтожают на нём всё живое орбитальной бомбардировкой.
Спустя некоторое время после падения Васуды Прайм, группа васуданских учёных, скрываясь от шиван на ранее неисследованной планете в одной из захваченных шиванами систем, находит руины четвёртой, вымершей, расы, которую исследователи назвали «Древними». Найденные в раскопках записи Древних описывают их захватническую войну в галактике, встречу и войну с шиванами, и последующее поражение и уничтожение их цивилизации. Кроме того, в записях Древних содержалась информация о природе подпространственных порталов, соединяющих между собой звёздные системы. Именно эти порталы позволяют всем разумным расам совершать прыжки между звёздными системами.
Согласно информации Древних, в подпространстве энергощиты не работают, поэтому силы ГЗС планируют напасть на направляющийся к Солнечной системе «Люцифер» во время совершения прыжка. Эсминец Земного Союза «Бастион», отправленный на перехват «Люцифера», не успевает добраться до точки перехода в подпространство вовремя и посылает несколько звеньев истребителей и штурмовиков, оснащённых новыми экспериментальными гиперприводами (до этого только крупные корабли могли самостоятельно входить в подпространство), в открытый флагманом шиван подпространственный тоннель.
Финальная миссия игры происходит в подпространстве, во время прыжка «Люцифера» по направлению к Солнечной системе. Лишённые своих энергетических щитов шиванские корабли сопровождения, оказываются неспособны противостоять более прочным земным и васуданским штурмовикам. Звену тяжёлых бомбардировщиков «Урса» удаётся уничтожить «Люцифер» при выходе из подпространства в Солнечной системе. Однако мощный взрыв гибнущего шиванского флагмана уничтожает единственная точку гиперперехода системы, изолируя Землю от остальной галактики.
Действие дополнения «Silent Threat» происходит после потери связи с Солнечной системой. Новая кампания описывает падение подразделения Галактической земной разведки (англ. Galactic Terran Intelligence), которое восстало против Земного Союза и пыталось использовать шиванские технологии в развязанном конфликте. ГЗР удалось построить новый суперэсминец «Аид» — гибрид земных и шиванских технологий. В конце кампании, он был уничтожен вместе с повстанцами.

## Расы

### Земляне
Во вселенной «FreeSpace», земляне распространились по галактике благодаря открытию технологии межзвёздных путешествий через подпространство, что позволило человечеству создать колонии во многих звёздных системах. Это расширение сферы влияния в конце концов привело к контакту, а затем и конфликту с васуданами, вылившемуся в 14-летнюю войну. Инфраструктура земного сообщества организована в Галактический Земной Союз, который позже станет Галактическим Союзом Землян и Васудан (англ. Galactic Terran-Vasudan Alliance).

#### Земные корабли
Дизайны земных кораблей напоминают аналоги из современной научной фантастики, то есть эффективность более приоритетна чем красота и эстетика. Крупные корабли обычно напоминают летающие ящики, тогда как истребители всё ещё напоминают своих атмосферных предков. Штурмовики/бомбардировщики являются смесью обоих типов дизайнов. Названия кораблей землян заимствованы из древнегреческой мифологии.

##### Истребители
Земные истребители времён войны между Землёй и Васудой Прайм значительно уступали в мощности двигателей своим васуданским аналогам, но их броня и огневая мощь более чем покрывают этот недостаток.

### Васудане
Эта высокая, двуногая раса появилась на суровой планете Васуда Прайм. Они — цивилизация философов, художников и учёных. Они погружают себя в учения тех кто жил до них, представляя историю не в виде линейной хронологии событий, а как пространство в котором обитают и живые и мёртвые. Название расы, возможно, было позаимствовано из индуизма, от имени отца Кришны — Васудева.
С точки зрения землянина, общество васудан выглядит запутанным и ритуалистичным. Сами васудане кажутся высокомерными, вероломными и суеверными. С другой стороны, васудане зачастую считают людей агрессивными, параноидальными и глупыми. Тридцать лет мирного сосуществования двух рас помогли подорвать эти предубеждения.
Величайшим достижением цивилизации васудан считается их язык. Тонкости регулирующие пользование языка находятся выше понимания среднего землянина. Синтаксис и словарный запас управляются такими факторами как возраст, ранг и каста говорящего, время дня и фаза васуданского календаря, а также относительное пространственное местоположение говорящего к Императору. Это ещё более осложняется использованием нескольких алфавитов, десятков глагольных времён и тысяч диалектов. Считается, что неправильное использование языка землянами явилось одной из причин, развязавших 14-летнюю войну. После основания земного-васуданского союза, все пограничные звёздные системы были оборудованы машинами-переводчиками, позволяя землянам и васуданам понимать друг друга.
Так как родной мир Васудан представлял собой бескрайнюю пустыню, земляне использовали имена из древнеегипетской мифологии для классификации боевых кораблей Васудан во время войны с ними и Великой войны. После победы над Шиванами, Васудане настояли на продолжении этой традиции. Их Императору понравилась история Древнего Египта — особенно долгожительство Древнеегипетского государства. Следуя примеру своего Императора, Васудане стали присваивать своим боевым кораблям имена из мифов и истории Древнего Египта.

### Шиваны
Шиваны были названы в честь индуистского бога разрушения и регенерации, Шивы. Эта древняя, разрушительная раса уничтожила бесчисленное количество космических рас и недавно вступала в две разрушительные войны с Землянами и Васуданами. Известно, что Шиваны являются ксеноцидами. Они имеют чёрный панцирь, пять конечностей, множество глаз, и, по-видимому, они киборги, состоящим из биоорганических и машинных частей, в состав которых входит и внутренняя плазменная пушка. Физически, они очень сильны и отлично адаптированы к нулевой гравитации. Типичный шиван имеет длину от 4 до 5 метров и рост от 2,5 до 3,5 метров, в зависимости от положения.
Лишь несколько представителей этой расы были взяты в плен, а все исследования в этой отрасли закончились с восстанием фракции ренегатов из Земной разведки по окончании Великой войны. Результаты этих исследований глубоко засекречены.
В «FreeSpace», рассказчик — Древний — предполагает, что Шиваны имеют глубокую связь с подпространством. По-видимому, оно является их родной средой. По мнению рассказчика, Шиваны замечают любую цивилизацию, путешествующую сквозь их территорию и стремятся уничтожить её. В конце игры предполагается, что Шиваны — иммунная система галактики. Они появляются и уничтожают любую расу, создавшую технологию для перемещения через подпространство. Таким образом, они предотвращают захват галактики одной единственной расой. Также теоризируется, что Земляне косвенно обязаны своим существованием шиванам — те истребили Древних и Земля не была колонизирована этой экспансивной расой, позволяя местным организмам развиваться без влияния извне.

### Древние
Древние были расой, захватившей значительную часть галактики, включая части современных территорий землян и васудан. Они были уничтожены около 8000 лет назад. Благодаря их продвинутым технологиям, никто не мог противостоять их могуществу, пока они не повстречали шиван. Все орудия и технологии Древних оказались бесполезными против практически непробиваемых энергощитов этого нового противника. В результате продолжительной войны все Древние были уничтожены шиванами. Под конец войны Древние всё же нашли слабость в щитовой технологии шиван — щиты шиван не работают в подпространстве — и разработали технологию, позволяющую отследить корабли в подпространстве. Но это случилось слишком поздно чтобы спасти их расу от гибели.
По-видимому, Древние считали шиван космическими разрушителями. Они также верили, что уничтожение их расы было актом возмездия за то, что они посмели расширить свои владения за пределы своего места в космосе.

## Оценки
| Сводный рейтинг       | Сводный рейтинг |
| Агрегатор             | Оценка          |
| --------------------- | --------------- |
| GameRankings          | 80,39 %         |
| Русскоязычные издания |                 |
| Издание               | Оценка          |
| «Игромания»           | [ 3 ]           |